# Sun Devil Stadium
Sun Devil Stadium är en utomhusstadion för amerikansk fotboll. Den ligger på Arizona State Universitys campus i Tempe, i Arizona i USA och är hemmaarena för universitetets collegelag Sun Devils.
Arenan kan ta 56 634 åskådare sedan 2018, men har ett publikrekord från 1989 på 74 865.
Planen har gräs och den namngavs till Frank Kush Field år 1996 för att hedra lagets första tränare.
Stadion har varit värd för två årliga college bowl-matcher, Fiesta Bowl mellan 1971 och 2006 och Cactus Bowl mellan 2006 och 2015.
Sun Devil Stadium var hemmaplan för Arizona Cardinals i National Football League under säsonger från 1988 till 2005. Efter säsongen 2005 flyttade Cardinals till sin nya hemmaarena State Farm Stadium.

## Konstruktion och uppgraderingar
Stadion byggdes 1958 och hade en ursprunglig kapacitet på 30 000 åskådare. En första utbyggnad 1976 höjde kapaciteten till 57 722, när sittplatser adderades på södra kortsidan, tillsammans med press- och skyboxar. Ett år senare, 1977, färdigställdes en övre nivån med sittplatser till totalt 70 311. År 1988 byggdes ett friidrottscentrum, Carson Student Athlete Center, och ytterligare 1 700 platser adderades.
År 2007 upptäcktes att armeringarna börjat rosta. När konstruktionen gjordes förutsattes att de inte behövde fuktspärrar i det torra ökenklimatet, även om läktarna skurades rent efter matcherna. Men senare introducerades högtryckstvättar och kemikalier och arenan byggdes för att bara användas av collegelaget, men verksamheten utökades med bowls, NFL-lag och konserter när befolkningen ökade i Phoenix storstadsområde. Arenan har därefter renoverats i flera omgångar.
Den första matchen spelades 4 oktober 1958, mellan Arizona State och West Texas State och vanns av hemmalaget med 16–13.
Den största publiken för en collegefotbollsmatch på stadion var 80 470 åskådare, under Fiesta Bowl 4 januari 1999, vilket också var nationellt mästerskap, och Tennessee Volunteers slog Florida State Seminoles.
Sun Devil Stadium var värd för Fiesta Bowl mellan 1971 och 2006. Under säsongerna 1998 och 2002 fungerade Fiesta Bowl som titlar för BCS National Championship Game.
Cactus Bowl flyttade till Sun Devil Stadium från Chase Field 2006, efter att Fiesta Bowl flyttade till den nyöppnade State Farm Stadium i Glendale.

### Åskådarkapactet genom åren
| År           | Kapacitet |
| ------------ | --------- |
| 2018 – nutid | 56 634    |
| 2017         | 57 078    |
| 2016         | 56 232    |
| 2015         | 64 248    |
| 2014         | 65 870    |
| 2004–2013    | 71,706    |
| 1996–2003    | 73,379    |
| 1992–1995    | 73,473    |
| 1989–1991    | 74,865    |
| 1987–1988    | 70,491    |
| 1983–1986    | 70 021    |
| 1980–1982    | 70 330    |
| 1978–1979    | 70,311    |
| 1976–1977    | 57,722    |
| 1970–1975    | 50 300    |
| 1966–1969    | 41 000    |
| 1958–1965    | 30 450    |

## Professionell amerikansk fotboll
Den första matchen mellan proffslag i amerikansk fotboll som spelades på stadion var en försäsongsmatch mellan National Football League-lagen New York Jets och Minnesota Vikings 1975. NFL återvände till stadion 1987 när Green Bay Packers spelade mot Denver Broncos i en försäsongsmatch.
Sun Devil Stadium var hemmaarenan för Arizona Wranglers, senare Arizona Outlaws, från den kortlivade ligan USFL mellan 1983 och 1985.
År 1988 flyttade St. Louis Cardinals till Arizona och blev Phoenix Cardinals, sedermera Arizona Cardinals 1994, och hade Sun Devil Stadium som hemmaarena. Den skulle vara tillfällig spelplats tills en ny arena byggts i Phoenix, men den amerikanska spar- och lånekrisen gjorde att planerna på en ny stadion lades på is, och laget blev kvar till 2006 när State Farm Stadium stod färdigt, då under namnet University of Phoenix Stadium, efter att universitetet köpt namnrättigheterna.
Stadion var värd för Super Bowl XXX 1996 när Cowboys vann sin femte Vince Lombardi Trophy och besegrade Pittsburgh Steelers med 27–17 inför 76 347 åskådare.
Sun Devils Stadium blev känd som den tystaste arenan i NFL. En mycket stor del av delstatens invånare är inflyttade eller bor bara i Arizona vintertid och håller på andra lag. Cardinals sålde därför sällan ut sin arena, vilket också ledde till minskade reklamintäkter under en period när NFL bara tillät TV-sändningar från utsålda arenor.
Det ledde till att det ofta var fler åskådare som höll på bortalaget, i synnerhet när de spelade mot Dallas Cowboys, som var i samma division med Cardinals, NFC East, tills Cardinals flyttade till NFC West säsongen 2002.

## Övrigt
Påven Johannes Paulus II besökte Phoenix den 14 september 1987, som en del av hans snabbturné i USA. Han höll mässa för 75 000 på Sun Devil Stadium. Eftersom namnet Sun Devil betyder ungefär Soldjävul, och lagets logotyp är en liten djävul, täcktes alla bilder och textuella omnämnanden av maskoten under besöket.
Sun Devil Stadium har varit bakgrundsmiljö i ett antal filmer:
- 1976: En stjärna föds, med Barbra Streisand och Kris Kristofferson.[10]
- 1980: Bilskojarna, med Kurt Russel.
- 1982: The Rolling Stones, filmen Let's Spend the Night Together.
- 1987: Joel och Ethan Coens Arizona Junior.[11]
- 1988: U2:s Rattle and Hum.
- 1996: Cameron Crowes Jerry Maguire.